# Cabane

I montanti o puntoni cabane (cabane strut in lingua inglese) è uno dei termini comuni ereditato dalla terminologia costruttiva di un velivolo biplano, che può essere tradotto come: "montanti della sezione centrale". Questi elementi strutturali supportano l'ala superiore sulla fusoliera ed insieme con altri componenti, quali longheroni e cavi, trasmettono e distribuiscono i carichi durante la fase di volo ed atterraggio.
I montanti cabane servono anche a mantenere la corretta posizione dell'ala. L'impostazione iniziale o in servizio di regolazione di questi angoli, di solito con l'aiuto di un inclinometro e filo a piombo, è noto come "messa a punto" o rigging in lingua inglese.
Un primo esempio ne è stato il Blériot XI con una gabbia rigida sopra la fusoliera a sostenere l'ala, ben visibile nella vista di lato.

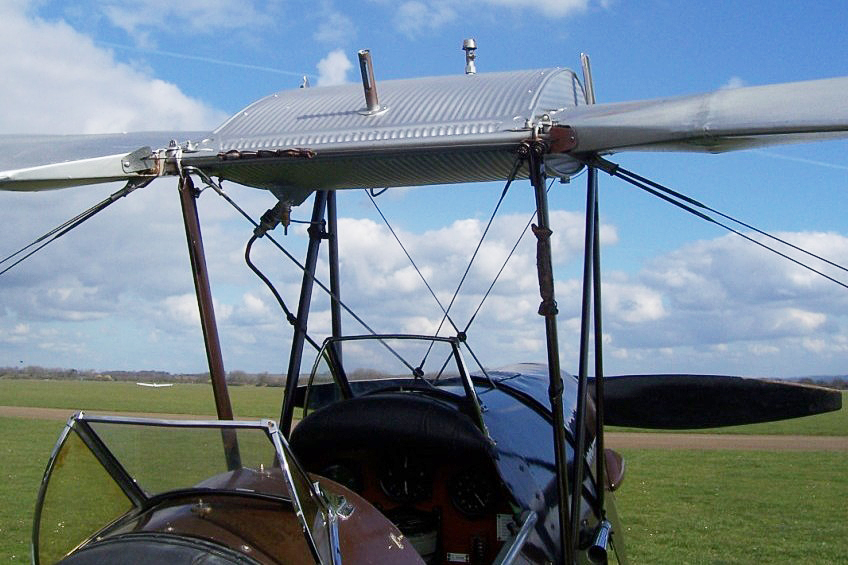
Cabane con montanti a N e cavi anti torsione sul de Havilland Tiger Moth

Altri esempi con disposizione di ala sotto la fusoliera utilizzanti la tecnica con cabane sono gli inglesi Bristol F.2 Fighter, e il caccia sperimentale tedesco Pfalz D.XIV.